# Pensylvánská univerzita

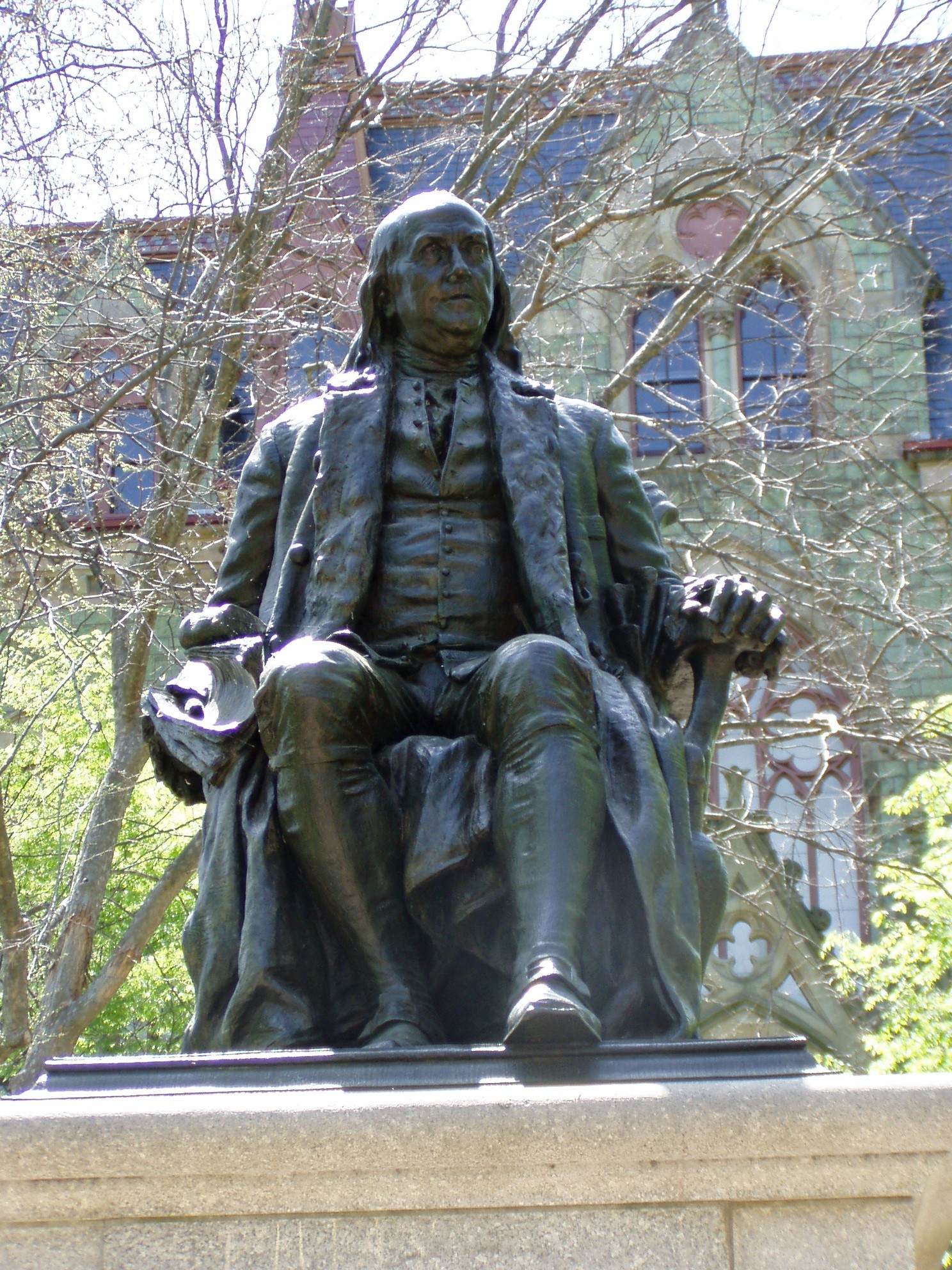
Socha Benjamina Franklina

Pensylvánská univerzita (anglicky University of Pennsylvania), známá také jenom jako Penn, je jednou z nejslavnějších a nejrespektovanějších amerických soukromých univerzit. Sídlí ve Filadelfii v Pensylvánii. Penn je členem Ivy League.
Penn je domovem čtyř fakult bakalářského stupně vzdělávání a dvanácti fakult vyššího stupně, poskytujících magisterskou a doktorskou úroveň vzdělání. Mezi fakultami vyššího stupně jsou např. Perelman School of Medicine, první americká lékařská fakulta, založená 1765, a Wharton School, založená roku 1896 jako první americká ekonomická a obchodní vysokoškolská instituce. V roce 2019 měla Penn nadační fond ve výši 14,65 miliardy dolarů, šestý nejvyšší mezi americkými univerzitami, a rozpočet na výzkum ve výši 1,02 miliardy dolarů.
K roku 2018 univerzita počítala mezi své absolventy 14 zahraničních hlav států, 64 miliardářů, 3 soudce Nejvyššího soudu USA, 32 senátorů, 46 guvernérů států, 163 kongresmanů, 8 signatářů americké Deklarace nezávislosti, 12 signatářů americké ústavy a dva prezidenty Spojených států, včetně Donalda Trumpa. K říjnu 2019 mělo blízkou souvislost s univerzitou (jako absolvent, pedagog, či výzkumný pracovník) 36 nositelů Nobelovy ceny, 169 Guggenheim Fellows, 80 členů americké akademie umění a věd, a mnoho generálních ředitelů společnosti ze seznamu Fortune 500.
Atletickým a sportovním týmem univerzity jsou the Quakers.

## Historie
Univerzita byla založena roku 1740 a je čtvrtou nejstarší vysokoškolskou institucí v USA a první, jež byla od počátku založena jako univerzita. Je také jednou z devíti vysokých škol, které byly na území britských kolonií v Severní Americe založeny ještě před podpisem Deklarace nezávislosti Spojených států. Benjamin Franklin, zakladatel univerzity, obhajoval názor, že vzdělávací program by měl být více zaměřený na praktické vzdělání a obchodování, než na klasické vzdělání a teologii.

## Současnost
Podle nejrespektovanějšího amerického rankingu, který každoročně uveřejňuje časopis U.S. News, se např. Wharton School of the University of Pennsylvania (ekonomická a obchodní fakulta univerzity) umisťuje konstantně na prvním místě v USA. Mezi další mimořádně slavné a respektované fakulty patří též Fakulta lékařská a Fakulta právnická. Univerzita má více než 9 700 studentů na nižším stupni (bakalářské studium) a přes 10 000 studentů na stupni vyšším (magisterské a doktorandské studium).
Od července 2022 do 9. prosince 2023 byla prezidentkou Pensylvánské univerzity Liz Magill (Mary Elizabeth Magill). Odstoupila poté, co ji odsoudila akademická veřejnost  za to, že nepokusila se zastavit antisemitské projevy zdejších studentů. Univerzitě hrozilo, že přijde o grant v hodnotě sto milionů dolarů.

## Významné osobnosti
- Elon Musk – kanadsko-americký podnikatel, vynálezce a investor
- Warren Buffett – pravděpodobně nejúspěšnější investor
- Garrett Reisman – americký astronaut
- Eugene Garfield – americký vědec
- Donald Trump – americký republikánský politik, podnikatel, spisovatel a 45. prezident Spojených států amerických